# WebP
WebP (pronunciat «weppy» pels angloparlants) és un format gràfic en forma de contenidor, que suporta tant compressió amb pèrdua com sense pèrdua. Desenvolupat per Google, basant-se en tecnologia adquirida amb la compra d'On2 Technologies. Com a derivat del format de vídeo VP8, és un projecte germà del format WebM, i està alliberat sota la llicència BSD.

## Tecnologia
L'algorisme de compressió de WebP està basat en la codificació intraframe del format VP8 i RIFF com a format contenidor. Aquest format de fitxer està basat en la predicció de blocs. Cada bloc es prediu a través dels tres blocs superiors i un bloc de l'esquerra. Hi ha quatre maneres bàsiques de predicció de blocs: horitzontal, vertical, DC (per a un sol color) i True Motion. Els blocs impredictibles es comprimeixen en subpíxels de 4x4 usant la transformada de cosinus discreta o la transformació de Hadamard. Les dues transformacions es duen a terme amb operacions aritmètiques de punt fix per evitar errors d'arrodoniment. La sortida de la imatge és comprimida amb codificació entròpica.

## Utilització

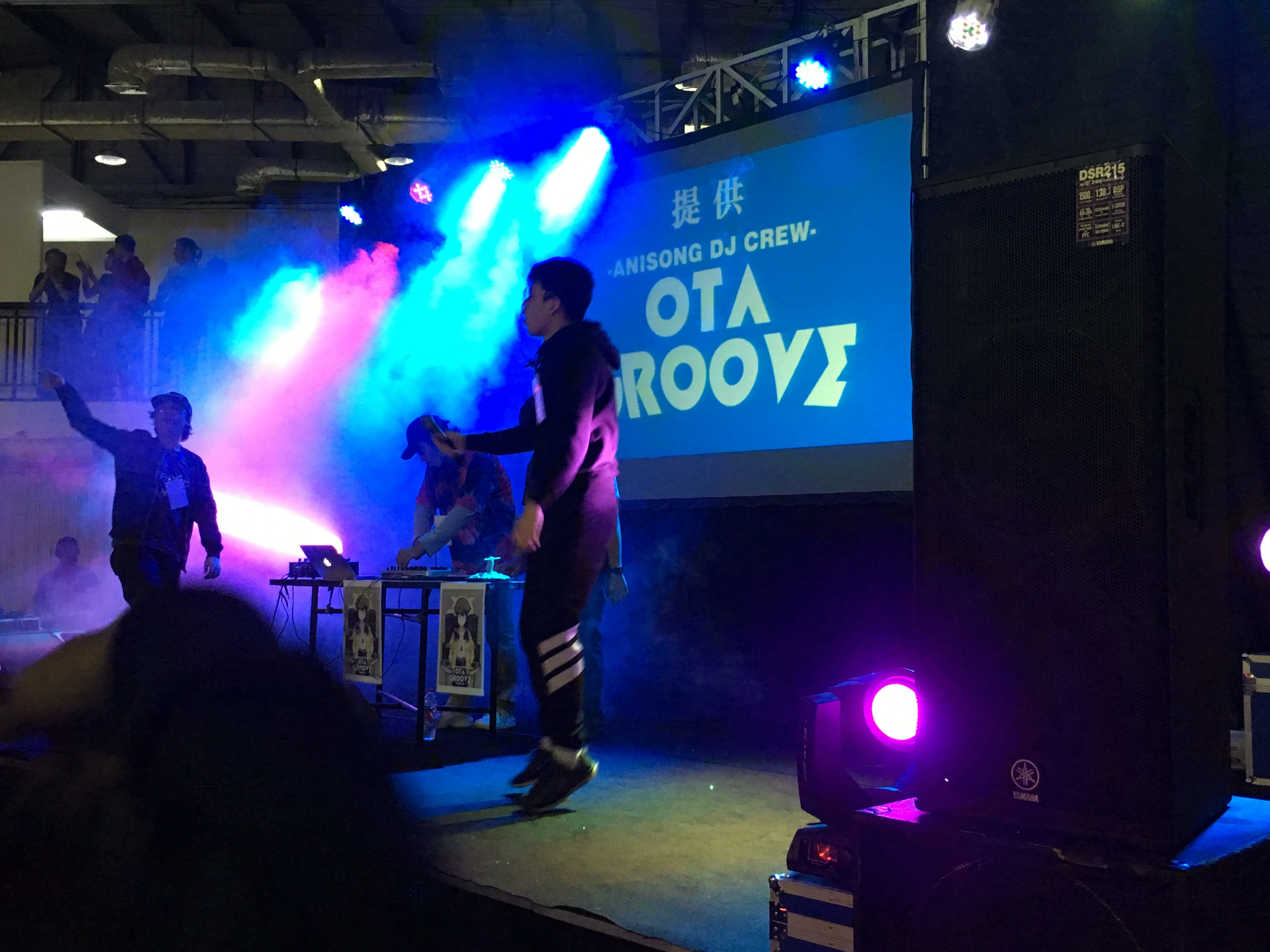
Un exemple d'imatge de WebP.

El format pretén ser un nou estàndard obert per a gràfics en color veritable amb compressió amb pèrdua i, per tant, és presentat com a competidor directe de l'esquema JPEG, al qual espera superar en la producció de fitxers de menor grandària amb una qualitat d'imatge comparable.
Chrome 9 va ser el primer navegador en suportar WebP de forma nativa. Posteriorment, també va estar disponible nativament en Opera 11.10, i és usat actualment en aquest navegador per comprimir les imatges quan se n'activa la funció turbo. A principis de 2019, el format ja estava disponible en una gran varietat de navegadors, com Edge, Firefox, Opera Mobile i Mini, Android Browser, Baidu Browser, etc., excepte Safari. El format també està disponible a tots els navegadors compatibles amb WebM, via JavaScript.
El mètode proposat ha estat analitzat per diferents autors, en els quals WebP mostra un millor rendiment que JPEG, especialment en utilitzar una ràtio (ratio, en llatí) elevada de compressió i un efecte d'imatge borrosa per ràtios baixos.